# Max Hesse (Diplomat)
Max Johann Friedrich Hesse (* 29. August 1870 in Königsberg, Königreich Preußen; † 28. April 1947 in Bad Homburg vor der Höhe) war ein deutscher Diplomat.
Hesse war von 1910 bis 1917 deutscher Botschafter im Libanon.
Sein Sohn war der Journalist Fritz Hesse, seine Enkelin die Autorin und Übersetzerin Eva Hesse.